# Pályin
Pályin (szlovákul: Palín) község Szlovákiában, a Kassai kerület Nagymihályi járásában.

## Fekvése
Nagymihálytól 12 km-re délkeletre, a Laborc és a Feketevíz között fekszik.

## Története
1302-ben „Paulyn” néven említik először, de a falu névadó patakját már 1266-ban is említi okirat. A falunak már a 13. században volt temploma, mely az egri egyházmegyéhez tartozott. Ez a templom a mai templom helyén állt és temető vette körül. Kelet-nyugati irányú főutcája mentén volt a falu ősi része. A 14. és 17. század közötti időben „Paulyn”, „Palyn”, „Palen”, „Palyin”, „Pallyin”, „Palín” alakban említik az írott források. Neve személynévi eredetű lehet, valószínűleg alapítójáról és első birtokosáról nevezték el. Lakói földműveléssel foglalkoztak, 1394-ben említik a Laborc partján álló malmát, ahol a gabonát őrölték meg. 1599-ben 38 háztartás volt a településen. A 17. században Pályin is református falu lett, ekkor már a nagyobb falvak közé számított. Ebből az időből származik a templom régi kelyhe, melynek felirata: „Gegus Istvan csináltatta Isten tisztességére A. 1689”. Később a kuruc háborúk és a járványok miatt a lakosság száma jelentősen visszaesett. 1715-ben 10, 1720-ban 11 lakott ház állt a településen.
A 18. század végén, 1799-ben Vályi András így ír róla: „PALYIN. Tót falu Ungvár Vármegyében, földes Urai több Uraságok, lakosai külömbfélék, fekszik Szénához közel, mellynek filiája, határjának jó termékenységéhez képest, első osztálybéli.”
1828-ban Pályinnak 822 lakosa volt. A 19. században is több járvány, főként kolera, tífusz és himlő pusztított a településen.
Fényes Elek 1851-ben kiadott geográfiai szótárában így ír a faluról: „Pályin, magyar falu, Ungh vgyében, ut. p. Nagy-Mihályhoz délre 2 órányira: 162 romai, 10 g. kath., 460 ref., 90 zsidó lak. Reform. anyaszentegyház. Synagoga. Sok és jó rét a Laborcza mentiben. Termékeny róna határ. F. u. b. Vécsey, gr. Barkóczy, Köröskényi, Héthy, Vásárhelyi, Molnár, Papanek s m.”
1910-ben itt alakult meg a mai Kelet-Szlovákia első földműves szövetkezete, a Mravec, mely 1950-ig működött. A településen több kézműves is dolgozott, asztalosok, bognárok, szabók, teknővájók és mások. 1920-ig Ung vármegye Nagykaposi járásához tartozott, majd az új csehszlovák állam része lett.
A háború után magyar lakossága jelentősen csökkent, 1921-ben már csak 91 fő volt.

## Népessége
| Év:            | 1994. | 2004.    | 2014.   | 2024.   |
| -------------- | ----- | -------- | ------- | ------- |
| Emberek száma: | 808   | 894      | 916     | 872     |
| Eltérés:       |       | +10,64 % | +2,46 % | -4,80 % |

| Év:            | 2023. | 2024.   |
| -------------- | ----- | ------- |
| Emberek száma: | 869   | 872     |
| Eltérés:       |       | +0,34 % |

1910-ben 1121-en, többségében szlovák anyanyelvűek lakták, jelentős magyar kisebbséggel.
2001-ben 843 lakosából 800 szlovák volt.
2011-ben 922 lakosából 783 szlovák volt.

## Nevezetességei
Modern római katolikus temploma 2002-ben épült a Szűzanya tiszteletére.